# PLOS Biology
PLOS Biology, abgekürzt PLOS Biol., ist eine wissenschaftliche Zeitschrift, die von der Public Library of Science, abgekürzt PLOS veröffentlicht wird. Die erste Ausgabe erschien 2003, sie erscheint monatlich. Veröffentlicht werden Artikel von besonderer Bedeutung und Originalität aus allen Bereichen der biologischen Wissenschaften. Die Zeitschrift gewährt einen offenen Zugang zu allen Artikeln. Die Kosten für die Veröffentlichung tragen im Wesentlichen die Autoren.
Der Impact Factor lag im Jahr 2014 bei 9,343. Nach der Statistik des ISI Web of Knowledge wird das Journal mit diesem Impact Factor in der Kategorie Biochemie und Molekularbiologie an 17. Stelle von 289 Zeitschriften und in der Kategorie Biologie an erster Stelle von 85 Zeitschriften geführt.
Die Chefherausgeberin ist Nonia Pariente.